# Валентіїв
Вале́нтіїв — село в Україні, у Крутівській сільській громаді Ніжинського району Чернігівської області. Населення становить 97 осіб. До 2020 орган місцевого самоврядування — Перебудівська сільська рада.

## Історія
12 червня 2020 року, відповідно до розпорядження Кабінету Міністрів України № 730-р «Про визначення адміністративних центрів та затвердження територій територіальних громад Чернігівської області», увійшло до складу Крутівської сільської громади.
19 липня 2020 року, в результаті адміністративно-територіальної реформи та ліквідації Ніжинського(1923 - 2020) району, увійшло до складу новоутвореного Ніжинського району.

## Особистості
У селі народився Володимир Васильович Різниченко (1870-1932) — геолог, художник-карикатурист, поет, дійсний член АН УРСР і НТШ.